# 彬江镇
彬江镇，是中华人民共和国江西省宜春市袁州区下辖的一个乡镇级行政单位。

## 行政区划
彬江镇下辖以下地区：
三姑桥社区、彬霞村、江霞村、霞塘村、兴阳村、大浦村、前白村、白源村、横山村、三星村、小布村、南源村、东源村、社树村、英山村、船坊村和彬江村。

## 交通
- 沪昆铁路：彬江站